# قزل أرخ سفلي
قزل‌ أرخ سفلي هي قرية في مقاطعة ماكو، إيران. عدد سكان هذه القرية هو 506 في سنة 2006.